# Büetigen
Büetigen ist eine politische Gemeinde im Verwaltungskreis Seeland des Kantons Bern in der Schweiz.

## Geographie
Büetigen grenzt an Diessbach bei Büren, Dotzigen, Schwadernau, Studen BE und Lyss.

## Bevölkerung

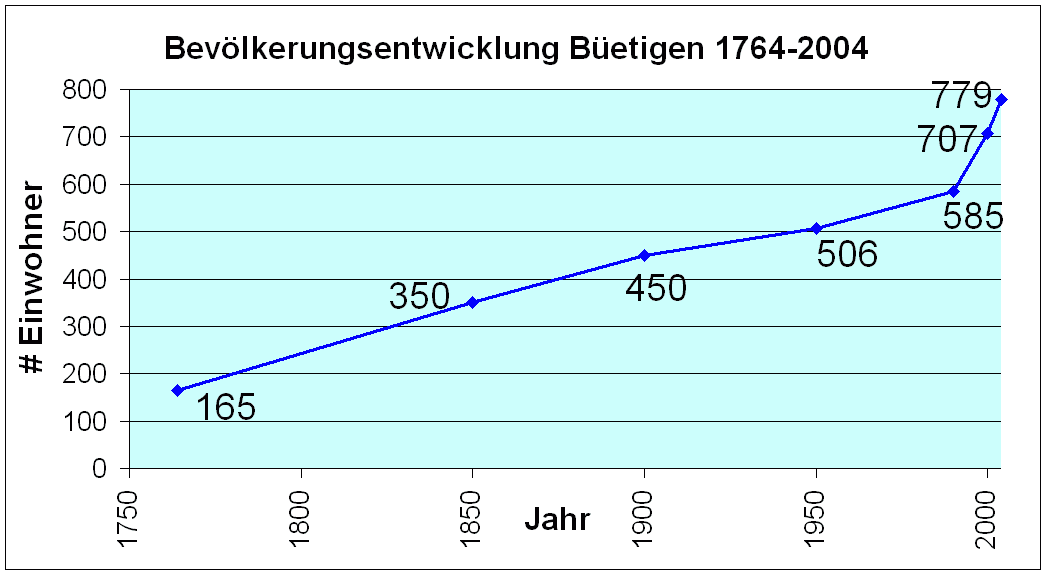
Bevölkerungsentwicklung von Büetigen

Büetigen ist in den letzten Jahren dank Überbauungen stark gewachsen. Der Bau der Autobahn A5 von Solothurn nach Biel/Bienne hat den Standort aufgewertet.

## Politik
Neben der Einwohnergemeinde existiert in Büetigen eine Burgergemeinde. Die Legislative wird von der Gemeindeversammlung gebildet. Der Gemeinderat umfasst fünf Mitglieder. Gemeindepräsident ist Andreas Blösch (VGP Vereinigung Gemeindepolitik, Stand 2024).
Bei den Nationalratswahlen 2023 betrugen die Wähleranteile in Büetigen (in Klammern die Veränderung im Vergleich zu den Wahlen 2019 in Prozentpunkten): SVP 42,78 % (+2,92), SP 13,07 % (+0,31), Mitte 13,05 % (−0,87), glp 7,60 % (+0,12), Grüne 5,84 % (−3,39), FDP 5,71 % (−0,35), EDU 3,64 % (−0,12), EVP 2,17 % (+1,34), SD 0,51 % (−0,26).

### Wappen
Blasonierung: Auf rotem Grund eine von rechts kommende Bärentatze mit einem darüberstehenden Stern, Tatze und Stern silbern.

## Archäologie
Im Chalchgraben/Burghubel befinden sich die Überreste einer undatierten Erd-Holzburg, von der auch keine schriftlichen Quellen bekannt sind.

## Sonstiges
Büetigen gehört seit 2000 zum Gemeindeverband Feuerwehr oberes Bürenamt und bildet mit den Gemeinden Lyss (Ortsteil Busswil), Diessbach b. Büren und Dotzigen eine gemeinsame Feuerwehr. Kommandant ist Major Urs Burgener aus Busswil. Ein Grossbrand ereignete sich im Jahr 1998, als das Restaurant «Traube» bis auf die Grundmauern abbrannte. Der letzte grosse Brand ereignete sich am 26. August 2015, als ein Bauernhaus am Oberbergweg vollständig niederbrannte.